# HYPHY
HYPHY é um pacote de software de filogenia computacional, livre, multiplataforma (Mac, Windows e UNIX) criado para realizar análises de máxima verossimilhança de dados de sequência genética e está equipado com ferramentas para testar várias hipóteses estatísticas. O nome HYPHY é uma abreviação para "HYpothesis testing using PHYlogenies". Em janeiro de 2009, cerca de 250 artigos revistas científicas peer-reviewed citavam HYPHY.
HYPHY é desenvolvido por Sergei Kosakovsky Pond e Poon Art da UC San Diego, Spencer Muse(Universidade Estadual da Carolina do Norte) e Simon DW Frost (Universidade de Cambridge.

## Principais características
HYPHY suporta a análise de proteínas, nucleotídeos e sequências de códon, utilizando modelos padrão predefinidos ou modelos de evolução definidos pelo usuário. O pacote suporta a interação através de uma interface gráfica de usuário, bem como uma linguagem em batch para configurar análises grandes e complicadas e processar os resultados.
Hyphy inclui um conjunto versátil de métodos para detectar a evolução adaptativaem sítios de amino-ácidos individuais e/ou linhagens, incluindo generalizações de Nielsen-Yang PAML e abordagens Suzuki-Gojobori e muitos outros.

## História
O desenvolvimento de Hyphy começou em 1997, com a primeira versão pública em 2000 A versão mais recente, a partir de janeiro 2009, é a 0.99+ beta, compilada em 8 de maio de 2008.

## Software/Disponibilidade de código e licença
HYPHY é distribuído como software do código aberto com código-fonte liberado sob a licença GPL. Binários compilados para Mac OS (9 e X) e Windows estão disponíveis para download. O código fonte está disponível para que os usuários possam compilar o aplicativo Hyphy em sistemas Unix-like.
Um subconjunto de métodos de HYPHY para a detecção de evolução adaptativa também são disponibilizados pela equipe HYPHY na UC San Diego no cluster DataMonkey.